# Comité national olympique de Lituanie

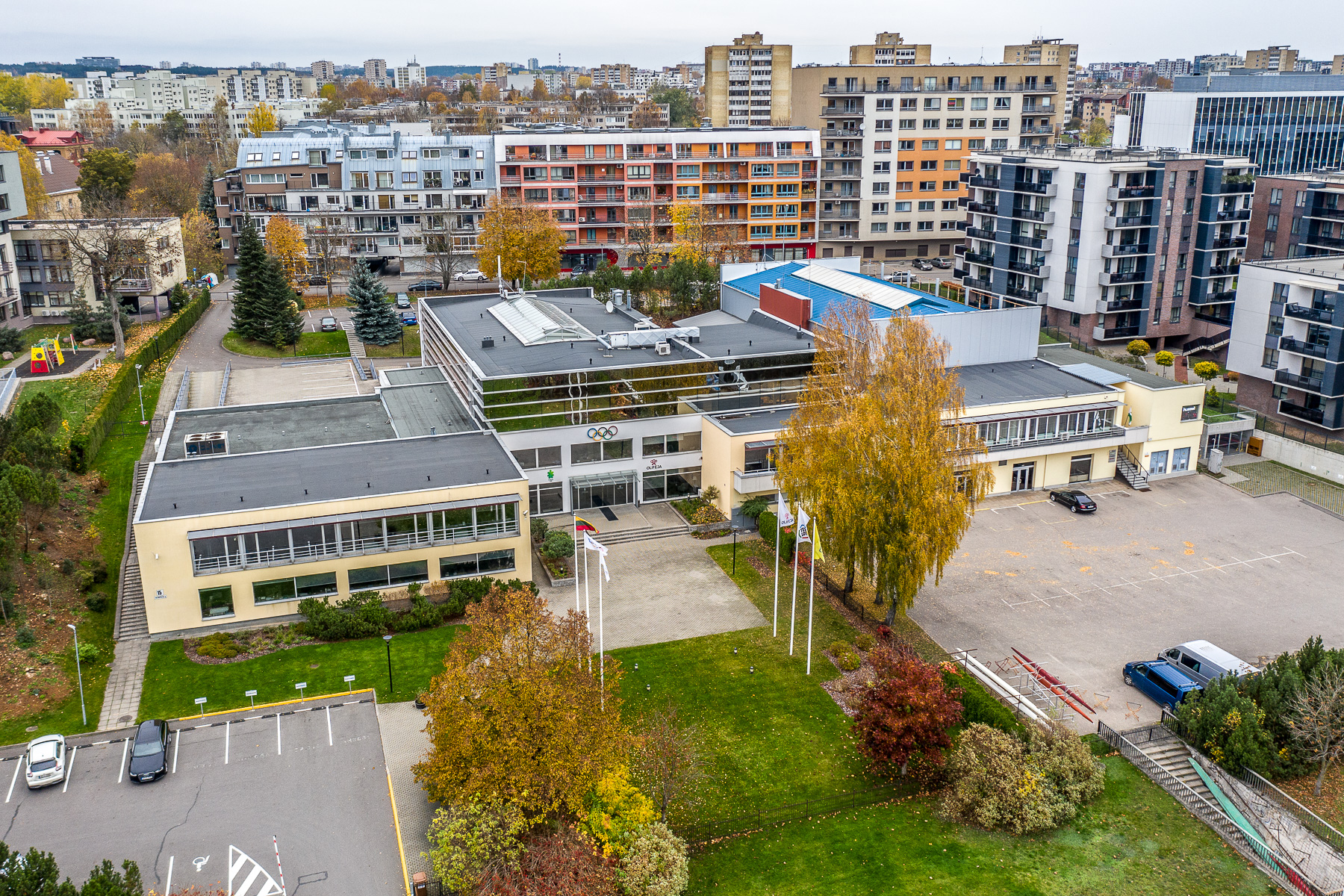

Le Comité national olympique de Lituanie (en lituanien : Lietuvos tautinis olimpinis komitetas, LTOK) est l'organisation sportive de Lituanie qui sert de comité national olympique. Fondé en 1924, il a été restauré en 1991, lors de l'indépendance recouvrée.